# Wij (film)
Wij è un film del 2018 diretto da Rene Eller e tratto dall'omonimo romanzo di Elvis Peeters..

## Trama
Durante un'estate torrida in un villaggio al confine tra il Belgio e l'Olanda, otto adolescenti iniziano a sperimentare l'uno con l'altro il sesso. Ma ben presto i loro giochi innocenti si trasformano in giochi sempre più depravati e nello sfruttamento sessuale e i ragazzi si trasformano presto in spietati predatori sessuali.

## Distribuzione
A causa delle presenza nel film di alcune immagini esplicite, tra le quali la stessa locandina, alcuni siti web come Facebook e Instagram hanno rimosso le pagine promozionali del film.

## Accoglienza
Patricia Smagge del "Cinemagazine" ha scritto: "Questo film può essere visto come un affascinante ritratto di una generazione, o come un racconto inquietante in cui sarebbe stato meglio dedicare maggiore attenzione all'elaborazione della storia e i personaggi piuttosto che portare il decadimento morale nell'immagine nel modo più esplicito possibile. Avrai comunque un'opinione su "Wij" perché è un film che lascia il segno.
David Pountain scrivendo per FilmDoo ha dichiarato: "Il sinistro ritratto della gioventù edonista di Rene Eller è una dichiarazione allarmante dell'identità collettiva, che mette in mostra i peggiori impulsi di una generazione e suggerisce che il più grande "noi" della società moderna non è meno incline alla distruzione e alla dissolutezza."
Alex McLevy di The A.V. Club ha criticato il suo ripugnante nichilismo, ammettendo che "È un lavoro abbastanza ben diretto e ben recitato, che non fa che aumentare il disgusto dovuto al fatto che persone di talento abbiano dedicato così tanto tempo a ciò che è essenzialmente I Dare You to Care About This: The Movie"; lamentando le inutili scene di violenze e crudeltà, ha definito il film "terribile".

## Riconoscimenti
- 2018 - Nederlands Film Festival
  - Miglior montaggio[6]
  - Nomination Miglior sceneggiatura a Rene Eller
- 2018 - Oldenburg Film Festival
  - Nomination Miglior film[7]
- 2018 - Raindance Film Festival
  - Miglior regia[7]
- 2018 - Rome Independent Film Festival
  - Miglior film[8]
- 2018 - International Film Festival Rotterdam
  - Nomination KNF Award[7]
- 2018 - Zlin Film Festival
  - Nomination Best European First Film[7]